# Alphainsel
Die Alphainsel (englisch Alpha Island, in Argentinien Isla Huidobro) ist eine kleine Insel im Palmer-Archipel vor der Westküste der Antarktischen Halbinsel. Sie liegt in der Gruppe der Melchior-Inseln zwischen der Epsilon- und der Deltainsel.
Wissenschaftler der britischen Discovery Investigations kartierten sie im Jahr 1928 und benannten sie in Verbindung mit der Benennung der übrigen Inseln der Gruppe nach dem griechischen Buchstaben Alpha. Die Alphainsel wurde im Rahmen argentinischer Expeditionen in den Jahren 1942, 1943 und 1948 vermessen. Namensgeber der argentinischen Benennung ist der argentinische Unabhängigkeitskämpfer Pascual Ruiz Huidobro (1752–1813) ist.